# 船見信幸
船見　信幸（ふなみ　のぶゆき）は、岐阜県出身の元アマチュア野球選手。阪神タイガースドラフト4位（1970年）、第20回IBAFワールドカップ日本代表。ポジションは内野手。

## 経歴
岐阜東高校では、主将、遊撃手、四番打者として活躍。1964年の春の選抜に出場。甲子園初出場校同士の対戦となった1回戦で、安芸高のエース門谷昭に抑えられ1－7で敗れる。同年夏の甲子園予選三岐大会も決勝に進むが、千藤三樹男のいた岐阜商に惜敗。
中京大学に進学。愛知大学野球リーグでは在学中3回の優勝を飾る。卒業後は日本楽器に入社。1970年のドラフト会議で阪神タイガースから4位で指名されるが入団を拒否し、会社に残留した。
1972年の第43回都市対抗野球大会では三塁手として出場。2回戦の三菱名古屋、準決勝の西濃運輸戦で計3本の本塁打を放つ。決勝ではエース新美敏が三菱自動車川崎の池田善吾に投げ勝ち完封勝利。同年は新美と共に社会人ベストナイン（三塁手）に選出され、ニカラグアで開催されたアマチュア野球世界選手権日本代表となった。

## 表彰
- 社会人ベストナイン（1972年）